# Батумелеби
„Батумелеби“ (на грузински: გაზეთი ბათუმელები, в превод „батумци“) е грузински вестник и онлайн медия със седалище в Батуми, Грузия. Създаден е през 2001 г. Той е насочен към местни и национални новини, политика, права на човека, социални въпроси и разследваща журналистика. Изданието е известно с критичните си репортажи и задълбочен анализ на правителствените политики и регионалното развитие. Вестникът отразява новини от автономна република Аджария (Грузия) и региона на Кавказ. Той привлича вниманието и се фокусира върху проблемите на правата на човека, улеснявайки публичните дебати и теми, свързани с уязвимите и маргинализирани групи в обществото.